# Rod Chandler

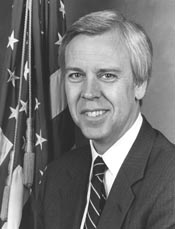

Rodney Dennis „Rod“ Chandler (* 13. Juli 1942 in La Grande, Union County, Oregon) ist ein US-amerikanischer Politiker. Zwischen 1983 und 1993 vertrat er den Bundesstaat Washington im US-Repräsentantenhaus.

## Werdegang
Rodney Chandler ist ein Ur-Ur-Großneffe von Zachariah Chandler (1813–1879), der von 1875 bis 1877 US-Innenminister sowie von 1877 bis 1879 Senator für den Staat Michigan war. Er besuchte die öffentlichen Schulen seiner Heimat einschließlich des Eastern Oregon College in La Grande, das er im Jahr 1968 mit einem Bachelor of Science absolvierte. Danach arbeitete er als Fernsehjournalist. Zwischen 1959 und 1964 war er Mitglied der Nationalgarde von Oregon.
Politisch schloss sich Chandler der Republikanischen Partei an. Zwischen 1974 und 1982 saß er als Abgeordneter im Repräsentantenhaus von Washington. In den Jahren 1976, 1978 und 1980 war er Delegierter auf den republikanischen Parteitagen im Staat Washington. Bei der Wahl des Jahres 1982 wurde er im neugeschaffenen achten Kongresswahlbezirk seines Staates in das US-Repräsentantenhaus in Washington, D.C. gewählt, wo er am 3. Januar 1983 sein neues Amt antrat. Er gewann vier Wiederwahlen und übte sein Mandat im Kongress bis zum 3. Januar 1993 aus. Im Jahr 1992 verzichtete Chandler auf eine erneute Kandidatur für das US-Repräsentantenhaus. Stattdessen trat er erfolglos gegen Patty Murray bei der Senatswahl an. 
2004 erhielt er einen Master of Education an der University of Nevada, Las Vegas. In den Jahren 2006 und 2007 unterrichtete Chandler an der Eaglercrest High School in Centennial, Colorado das Fach Politische Wissenschaft. Heute lebt er in Aurora, Colorado.
Im US-Präsidentschaftswahlkampf 2024 unterstützte Chandler die Kampagne Republicans for Harris.

## Einzelnachweis
1. ↑  "Für unsere Freiheit"– Jetzt wenden sich Republikaner von Trump ab. In: t-online. 6. August 2024, abgerufen am 7. August 2024.

| Personendaten    | Personendaten                                |
| ---------------- | -------------------------------------------- |
| NAME             | Chandler, Rod                                |
| ALTERNATIVNAMEN  | Chandler, Rodney Dennis (vollständiger Name) |
| KURZBESCHREIBUNG | US-amerikanischer Politiker                  |
| GEBURTSDATUM     | 13. Juli 1942                                |
| GEBURTSORT       | La Grande, Oregon                            |